# Pedro Andrés Garcia Sobrecasa
Pour les articles homonymes, voir Pedro García (homonymie) et García.
Pedro Andrés Garcia Sobrecasa, né le 25 avril 1758 à Caranceja (quartier actuel de Reocín) et mort le 21 avril 1833 à Buenos Aires, est un colonel et explorateur espagnol.

## Biographie
Hidalgo, Pedro Andrés Garcia Sobrecasa arrive en compagnie de Pedro de Cevallos en 1777 en Argentine avec pour mission d'explorer le golfe de San José dans la Péninsule Valdés.
Il prend part dès 1807 sous les ordres de Tercio de Cántabros Montañeses (es) aux luttes révolutionnaires contre les britanniques. En 1808, ami et fidèle de Cornelio Saavedra, il soutient le vice-roi Jacques de Liniers lors de la mutinerie d’Álzaga et prend part à la Révolution de Mai (1810).
En 1810, il est chargé de l'établissement des nouvelles fortifications de Buenos Aires. Il commande cette même année une expédition dans les montagnes de Guamini et Ventana ainsi que dans la région de la lagune des Animas dans le but de découvrir du sel (Salinas Grandes (Buenos Aires y La Pampa) (es)).
À l'origine de la fondation des villes de Tandil, Gardey et Quilmes, on lui doit de nombreuses études géographiques dont une Géographie des terres explorées (1811).
Jules Verne le mentionne dans Les Enfants du capitaine Grant (partie 1, chapitre X).

## Publications

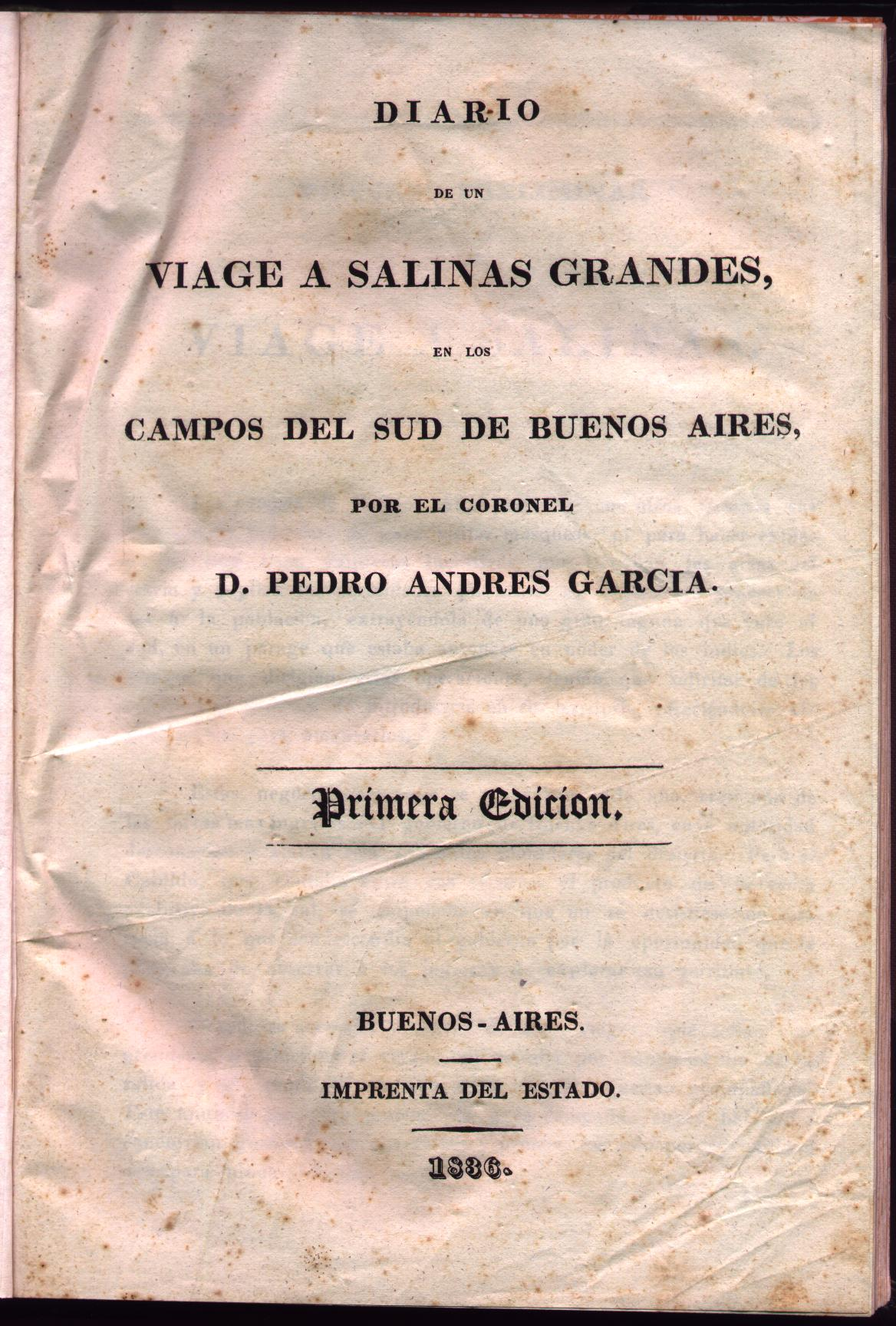
Viaje a Salinas Grandes par Pedro Andrés García (1836)

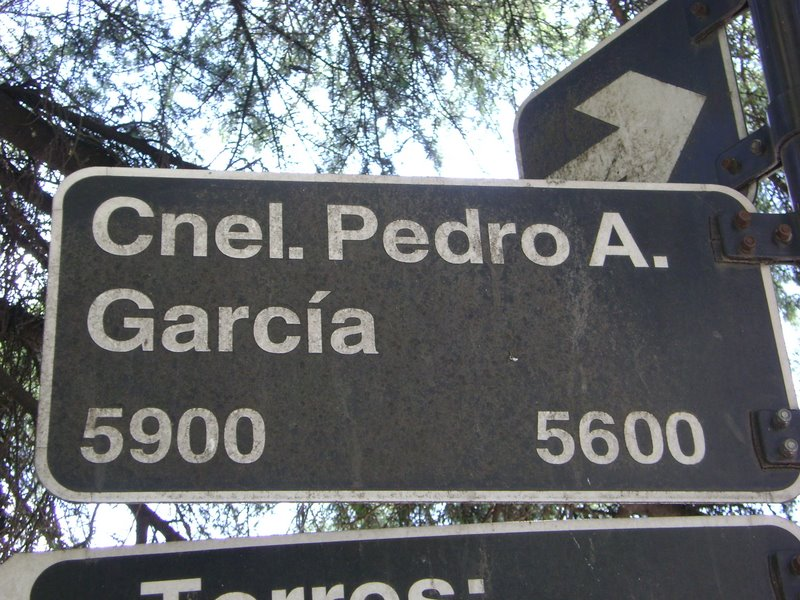
Rue du colonel Andrés Garcia

- 1811 : Diario de un viaje a Salinas Grandes en los Campos del sud de Buenos Aires.Buenos Aires
- 1811 : Plan de contribuciones para la manutención de un ejército de 6 000 hombres, presentado al Virrey Santiago de Liniers. Buenos Aires
- 1812 : Una razón estadística de los partidos de campaña con sus respectivos planos, indicando los terrenos baldíos y los poblados. Buenos Aires
- 1812 : Reconocimiento de los partidos de las Conchas, San Isidro y Morón, adjunta el trazado de los planos de sus pueblos y la confección de un informe donde recopila datos estadísticos dando detalle del estado de las poblaciones y sus producciones. Buenos Aires[5]
- 1813 : Informe científico del caudal de aguas del río de las Conchas, de la fuerza de su corriente, de la elevación de sus barrancas y de todo cuanto fuere necesario para establecer una máquina de taladrar cañones de fusiles en sus inmediaciones. Buenos Aires
- 1813 : Padrón general de los habitantes de la campaña. Buenos Aires
- 1814 : Mapa topográfico desde la provincia de Tucumán hasta el Desaguadero
- 1814 : Mapa de las provincias del antiguo virreinato de Buenos Aires, hasta el puente de Apurimac, en que se comprendía el Reino de Chile, señalando los ríos navegables
- 1815 : Primer mapa biósferico de la Provincia de Buenos Aires
- 1819 : Nuevo plan de fronteras de la Provincia de Buenos Aires. Proyectado en 1816 con informe sobre la necesidad de establecer una guardia en los Manantiales de Casco o Laguna de Palantelen
- 1821 : Memoria sobre la navegación del tercero y otros ríos que confluyen al Paraná. Buenos Aires
- 1821 : Diario de 1822 a los campos del sur de Buenos Aires desde Morón hasta la Sierra de la Ventana con las observaciones, descripciones y demás trabajos científicos, ejecutados por el oficial de ingenieros. D. José María de los Reyes. Primera edición. Buenos Aires